# Area Sanremo
Area Sanremo est un concours de chant italien jouant depuis 1998 le rôle de sélection d'un quart des participants à la section Nuove Proposte du Festival de Sanremo suivant. 
Le concours est établi en 1997 sous le nom Accademia della Canzone di Sanremo et est tenu jusqu'en 2002. L'année 2003 voit ce concours être suspendu, avant une reprise en 2004 sous le nom SanremoLab. Enfin, en 2010, le concours est renommé Area Sanremo.
L'édition 1997 ne servit pas de sélection directe pour le Festival de Sanremo mais ne garantissait une place qu'à l'émission Sanremo Giovani, elle aussi sélection à la section Nuove Proposte du Festival de Sanremo. Ce n'est qu'à partir de 1998 que les gagnants sont garantis d'une place au Festival de Sanremo suivant. Le concours se tenant en fin d'année, les vainqueurs participent au Festival de Sanremo l'année suivante.
Fin 2018, il est décidé que la section Nuove Proposte du Festival de Sanremo abolie et que Sanremo Giovani jouera désormais le rôle de cette section plutôt que d'en être la sélection. Sanremo Area devient alors une sélection pour Sanremo Giovani.

## Palmarès
| Année | Nom du Concours                    | Vainqueurs                                                                | Sélection pour      |
| ----- | ---------------------------------- | ------------------------------------------------------------------------- | ------------------- |
| 1997  | Accademia della Canzone di Sanremo | Luca Sepe, Federico Stragà, Nitti & Agnello                               | Sanremo Giovani     |
| 1998  | Accademia della Canzone di Sanremo | Quintorigo, Elena Cataneo, Boris                                          | Festival de Sanremo |
| 1999  | Accademia della Canzone di Sanremo | Lythium, Claudio Fiori, B. A. U.                                          | Festival de Sanremo |
| 2000  | Accademia della Canzone di Sanremo | Moses, Carlito, Ricky Anelli, Isola Song                                  | Festival de Sanremo |
| 2001  | Accademia della Canzone di Sanremo | Anna Tatangelo, Archinuè, Botero, Andrea Febo                             | Festival de Sanremo |
| 2002  | Accademia della Canzone di Sanremo | Roberto Giglio, Allunati, Marco Fasano, Filippo Merola                    | Festival de Sanremo |
| 2004  | SanremoLab                         | Veronica Ventavoli, Giovanna D'Angi, Christian Lo Zito                    | Festival de Sanremo |
| 2005  | SanremoLab                         | Tiziano Orecchio, Monia Russo, Antonello Carozza                          | Festival de Sanremo |
| 2006  | SanremoLab                         | Stefano Centomo, Pquadro, Khorakhanè                                      | Festival de Sanremo |
| 2007  | SanremoLab                         | Giua, Ariel, Valeria Vaglio                                               | Festival de Sanremo |
| 2008  | SanremoLab                         | Arisa, Simona Molinari                                                    | Festival de Sanremo |
| 2009  | SanremoLab                         | Romeus, Jacopo Ratini                                                     | Festival de Sanremo |
| 2010  | SanremoLab                         | Roberto Amadè, Gabriella Ferrone                                          | Festival de Sanremo |
| 2011  | Area Sanremo                       | Bidiel, Iohosemprevoglia                                                  | Festival de Sanremo |
| 2012  | Area Sanremo                       | Irene Ghiotto, Renzo Rubino                                               | Festival de Sanremo |
| 2013  | Area Sanremo                       | Vadim, Bianca                                                             | Festival de Sanremo |
| 2014  | Area Sanremo                       | Amara, Chanty                                                             | Festival de Sanremo |
| 2015  | Area Sanremo                       | Mahmood, Miele                                                            | Festival de Sanremo |
| 2016  | Area Sanremo                       | Valeria Farinacci, Braschi                                                | Festival de Sanremo |
| 2017  | Area Sanremo                       | Leonardo Monteiro, Alice Caioli                                           | Festival de Sanremo |
| 2018  | Area Sanremo                       | Mescalina, Francesca Miola, Sisma, Deschema, Roberto Saita, Fedrix & Flaw | Sanremo Giovani     |
| 2024  | Area Sanremo                       | Maria Tomba                                                               | Festival de Sanremo |